# قاعدة كبريت الجوية
قاعدة كبريت الجوية كانت تُعرف سابقاً باسم (RAF Kabrit) هي قاعدة جوية نشطة للمروحيات تتبع القوات الجوية المصرية، تقع ما يقرب من 20 ميلاً شمال السويس، و125 كم شرق القاهرة، ويتمركز بها سربا مروحيات إس أيه-342 غازيل. أخذت القاعدة اسمها من قرية كبريت القريبة.

## التاريخ
كانت المنشأة تعرف بكونها محطة رئيسية تابعة للقوات الجوية الملكية (أرض الهبوط 213) خدمت خلال الحرب العالمية الثانية، ضمن حملة الصحراء الغربية. في 1941، كانت بمثابة المكان الذي تشكلت فيه الخدمة الجوية الخاصة. ابتداءً من 1943، وصلت وحدات من القوة الجوية التاسعة التابعة للقوات الجوية الأمريكية لدعم سلاح الجو الملكي البريطاني ضد الألمان في الصحراء الغربية. بعد الحرب، ظلت كبريت محطة تابعة لسلاح الجو الملكي البريطاني، واستضافت خمسة أسراب للنقل، حوالي عام 1946. استمر هذا حتى انهيار العلاقات بين الحكومتين البريطانية والمصرية في 1956، عندما أُخذ قرار جلاء القوات البريطانية عن منطقة قناة السويس.
الوحدات البريطانية والأمريكية التي شغلت المطار
| الوحدة                                               | سنوات      | طراز الطائرات                                        |
| ---------------------------------------------------- | ---------- | ---------------------------------------------------- |
| السرب رقم 13 سلاح الجو الملكي البريطاني              | 1943-1944  | مارتن بالتيمور الخامسة والسادسة                      |
|                                                      | 1946-1947  | دي هافيلاند موسكيتو پي آر34                          |
|                                                      | 1951-1955  | سوبرمارين سبتفاير پي آر11 ثم غلوستر ميتيور پي آر10   |
| السرب رقم 14 سلاح الجو الملكي البريطاني (بقوة مفرزة) | 1942       | بريستول بلينهايم الخامسة                             |
| السرب رقم 32 سلاح الجو الملكي البريطاني              | 1954-1955  | دي هافيلاند فينوم إف بي1                             |
| السرب رقم 37 سلاح الجو الملكي البريطاني              | 1946       | أفرو لانكستر B7                                      |
| السرب رقم 39 سلاح الجو الملكي البريطاني              | 1951-1955  | دي هافيلاند البعوض إن إف36 ثم غلوستر ميتيور إن إف13  |
| السرب رقم 40 سلاح الجو الملكي البريطاني              | 1942       | فيكرز ويلينغتون 1سي                                  |
| السرب رقم 55 سلاح الجو الملكي البريطاني              | 1944       | مارتن بالتيمور الرابع والخامس                        |
| السرب رقم 70 سلاح الجو الملكي البريطاني              | 1946       | أفرو لانكستر بي1 (إف إي)                             |
| السرب رقم 73 سلاح الجو الملكي البريطاني              | 1952       | دي هافيلاند فامباير إف بي9                           |
| السرب رقم 78 سلاح الجو الملكي البريطاني              | 1947-1950  | دوغلاس داكوتا                                        |
| السرب رقم 80 سلاح الجو الملكي البريطاني              | 1943-1944  | سوبرمارين سبتفاير التاسعة                            |
| السرب رقم 104 سلاح الجو الملكي البريطاني             | 1942       | فيكرز ويلينغتون الثانية                              |
| السرب رقم 108 سلاح الجو الملكي البريطاني             | 1941       | فيكرز ولينغتون آي سي                                 |
|                                                      | 1942       | كونسوليداتيد ليبراتور الثانية                        |
| السرب رقم 113 سلاح الجو الملكي البريطاني             | 1941       | بريستول بلينهايم الرابعة                             |
| السرب رقم 114 سلاح الجو الملكي البريطاني             | 1947-1951  | دوغلاس داكوتا ثم فيكرز فاليتا سي1                    |
| السرب رقم 148 سلاح الجو الملكي البريطاني             | 1941-1942  | فيكرز ولينغتون آي سي وفيكرز ولينغتون الثانية         |
| السرب رقم 162 سلاح الجو الملكي البريطاني             | 1942       | فيكرز ولينغتون آي سي وفيكرز ولينغتون الثانية         |
| السرب رقم 203 سلاح الجو الملكي البريطاني             | 1941       | بريستول بلينهايم الرابعة                             |
| السرب رقم 204 سلاح الجو الملكي البريطاني             | 1947-1951  | دوغلاس داكوتا ثم فيكرز فاليتا سي1                    |
| السرب رقم 208 سلاح الجو الملكي البريطاني             | 1951       | غلوستر ميتيور إف آر9                                 |
| السرب رقم 215 سلاح الجو الملكي البريطاني             | 1947-1948  | دوغلاس داكوتا                                        |
| السرب رقم 216 سلاح الجو الملكي البريطاني             | 1947-1951  | دوغلاس داكوتا ثم فيكرز فاليتا سي1                    |
| السرب رقم 219 سلاح الجو الملكي البريطاني             | 1951-1954  | دي هافيلاند موسكيتو إن إف36 ثم غلوستر ميتيور إن إف13 |
| السرب رقم 683 سلاح الجو الملكي البريطاني             | 1951       | فيكرز فاليتا سي1                                     |
| المجموعة 324 مقاتلات، السرب 315                      | يوليو 1943 | پي-40إف أو كيه وورهوك                                |
| المقر الرئيسي للجناح القاصف السابع والخمسون          | يوليو 1943 | ( بي-25سي أو دي ميتشل، إيه-20 هافوك)                 |

## في خدمة القوات الجوية المصرية
أدارت القوات الجوية المصرية مطار كبريت، كأحد مطاراتها الرئيسية. وعند اندلاع حرب العدوان الثلاثي، كان السرب 20 المسلح بنحو 12 طائرة ميج 15 سوفيتية الصنع يتمركز في القاعدة. وخلال حرب 1967، تعرضت القاعدة لهجوم سلاح الجو الإسرائيلي، دمر العديد من طائراتها طراز طراز ميج 17 على الممرات بواسطة طائرات مقاتلات داسو ميستير الرابعة الفرنسية الصنع. وفي حرب أكتوبر، استولت القوات البرية الإسرائيلية التي عبرت قناة السويس على مطار كبريت إلى جانب مطاري كسفريت والشلوفة، لكن القوات الجوية الإسرائيلية لم تستخدمه.
عاد مطار كبريت إلى القوات الجوية المصرية لاحقاً، وحالياً يضم وحدة من سربي مروحيات غازيل إس أيه-342 إل. وقد أُزيلت ممرات المطار الرئيسية من الأسفلت، ولكن لا تزال حظائر الطائرات تستخدم لإيواء المروحيات.
الوحدات المصرية العاملة
- اللواء الجوي 301:
  - السرب 30
  - السرب 56

## وصلات خارجية
- Royal Air Force Airfield Creation for the Western Desert Campaign